# Simple Mortel
Pour plus de détails, voir Fiche technique et Distribution.
Simple Mortel est un film français fantastique , réalisé par Pierre Jolivet et sorti en 1991.

## Synopsis
Un individu se suicide d'une balle dans une salle de classe vide, après avoir contemplé un long moment un tableau noir couvert d'équations et de signes incompréhensibles.
Un temps indéterminé après ce suicide, un linguiste universitaire appelé Stéphane Marais (Philippe Volter), spécialiste en langues anciennes, est dans sa voiture quand il entend son autoradio, puis d'autres appareils électroniques tels qu'un radio-réveil, un baladeur à cassette, ou encore un appareil à radiographie, diffuser des messages dans une langue morte (un ancien dialecte gaélique, appelé "Teangorlach" dans le film) qu'il est l'un des rares à comprendre.
Prononcés par une voix masculine, ces messages lui semblent personnellement destinés et précisent bien qu'il ne doit pas révéler leur existence, sous peine de provoquer la mort de ceux à qui il se confierait. 
Chaque nouveau message lui confie une nouvelle mission et/ou énigme, aboutissant à dénouer des situations de plus en plus périlleuses. À chaque fois, la voix indique à Stéphane Marais des enjeux de la mission, qui sont de plus en plus élevés jusqu'à concerner la survie de tous les habitants de la planète Terre.
Au cours de ses missions, il fait appel à son meilleur ami Fabien (Christophe Bourseiller), linguiste dans le même institut universitaire, pour l'aider - sans jamais toutefois lui révéler l'existence des messages. En revanche, une indiscrétion provoquera la mort immédiate de sa femme Brigitte (Nathalie Roussel).
Stéphane Marais finira par sauver la Terre en accomplissant sa dernière mission, et il est suggéré que le suicidé de la toute première séquence du film est un habitant d'une lointaine étoile, Aquilae, qui a, lui, échoué dans sa mission et a provoqué la destruction de son propre monde.

## Commentaires
Ce film joue sur son économie de moyens. Il utilise le registre du fantastique mais sans utiliser d'effets spéciaux. La présence d'êtres menaçants, capables d'agir sur les êtres et les choses, est constamment suggérée mais jamais montrée.

## Fiche technique
- Réalisateur : Pierre Jolivet
- Producteurs : Michelle De Broca et Paul Claudon
- Scénario : Pierre Jolivet
- Photographie : Bertrand Chatry
- Musique : Serge Perathoner et Jannick Top
- Opérateur steadicam : Marc Koninckx
- Additif sound-design : Gilbert Courtois
- Distributeur : AAA
- Pays de production :  France
- Durée : 85 minutes
- Date de sortie : 
  - 28 août 1991 en France

## Distribution
- Philippe Volter : Stéphane Marais
- Christophe Bourseiller : Fabien
- Nathalie Roussel : Brigitte
- Roland Giraud : L'expert
- Maaike Jansen : La psychanalyste
- Marcel Maréchal : L'homme du parking
- Arlette Thomas : Mme Lambert, la concierge
- Michel Lengliney : Le médecin
- Denise Guillard : L'infirmière
- Daniel Schropfer : Le chauffeur du taxi
- Jean-Pierre Vincent : L'autre chauffeur
- Daniel Milgram : Le patron du bar
- Assani Chapi : Le Pakistanais
- Gérard Touratier : Le client du bar se battant avec Stéphane
- Gérard Douarin : Le 2e client du bar
- Guy Laporte : Le premier chasseur
- Stéphane Bielikoff : Le deuxième chasseur
- Paul Claudon : Un chasseur jouant aux cartes
- Jean-François Naudon : Le chasseur barbu à la casquette
- Yvan Valensi : L'officier de police
- Michel Burstein : Le premier agresseur du métro
- Fabrice Roche : Le deuxième agresseur du métro
- Grace Coyle : La femme agressée
- Yves Osmu : L'ouvrier auto-radio
- François Basset : Le gardien du parking
- Pierre Pech : Le violeur
- Eléonore Zimmer : La jeune fille